# 레오나 로버츠
레오나 로버츠(Leona Roberts, 1879년 7월 26일 ~ 1954년 1월 29일)는 미국의 연극 배우, 영화배우이다.
샌타모니카에서 사망하였다.

## 영화
- 카르멘의 사랑 (1948년)
- 부메랑 (1947년)
- 위크-엔드 인 하바나 (1941년)
- 파랑새 (1940년)
- 커민 라운드 더 마운틴 (1940년)
- 스워니 리버 (1939년)
- 생쥐와 인간 (1939년)
- 바람과 함께 사라지다 (1939년)
- 오브 휴먼 하츠 (1938년)
- 켄터키 (1938년)
- 아이 양육 (1938년)